# Karen Foo Kune
Eileen Karen Lee Chin Foo Kune (* 29. Mai 1982) ist eine mauritische Badmintonspielerin. Cathy Foo Kune ist ihre Mutter, Kate Foo Kune ihre Schwester.

## Karriere
Karen Foo Kune nahm 2008 im Dameneinzel an Olympia teil. Sie verlor dabei in Runde zwei und wurde somit 17. in der Endabrechnung. Bei den Afrikameisterschaften 2002, 2004, 2006 und 2007 gewann sie jeweils Bronze, 2007 zusätzlich noch Silber. 2006 und 2010 gewann sie die Mauritius International.

## Sportliche Erfolge
| Saison | Veranstaltung           | Disziplin   | Platz | Name                              |
| ------ | ----------------------- | ----------- | ----- | --------------------------------- |
| 2002   | Afrikameisterschaft     | Damendoppel | 3     | Anusha Dajee / Karen Foo Kune     |
| 2004   | Afrikameisterschaft     | Damendoppel | 3     | Amrita Sawaram / Karen Foo Kune   |
| 2006   | Mauritius International | Damendoppel | 1     | Karen Foo Kune / Grace Daniel     |
| 2006   | Mauritius International | Damendoppel | 2     | Chantal Botts / Karen Foo Kune    |
| 2006   | Afrikameisterschaft     | Damendoppel | 3     | Amrita Sawaram / Karen Foo Kune   |
| 2006   | Afrikameisterschaft     | Dameneinzel | 3     | Karen Foo Kune                    |
| 2006   | Mauritius International | Mixed       | 3     | Nikhil Kanetkar / Karen Foo Kune  |
| 2007   | Afrikameisterschaft     | Mixed       | 3     | Stephan Beeharry / Karen Foo Kune |
| 2007   | Afrikameisterschaft     | Damendoppel | 2     | Grace Daniel / Karen Foo Kune     |
| 2007   | Afrikameisterschaft     | Dameneinzel | 3     | Karen Foo Kune                    |
| 2007   | Mauritius International | Damendoppel | 3     | Sonja Beaurain / Karen Foo Kune   |
| 2008   | Olympia                 | Dameneinzel | 17    | Karen Foo Kune                    |
| 2010   | Mauritius International | Mixed       | 1     | Yoga Ukikasah / Karen Foo Kune    |